# Confine tra Mozambico e Zambia
Il confine tra il Mozambico e lo Zambia ha una lunghezza di 439 km e va dal triplice confine con lo Zimbabwe a est fino al triplice confine con il Malawi a nord-ovest.

## Descrizione
Il tracciato parte dal triplice confine con lo Zimbabwe alla confluenza dello Zambesi con il Luangwa, e segue la linea mediana di quest'ultimo fiume per circa 48 miglia fino al 15º parallelo sud. Da lì il confine si estende verso nord-est lungo brevi segmenti rettilinei per circa 212 miglia fino al triplice confine con il Malawi posto sullo spartiacque tra il lago Malawi e lo Zambesi.
Il confine separa la Provincia di Lusaka e la Provincia Orientale dello Zambia dalla provincia mozambicana di Tete.

## Storia

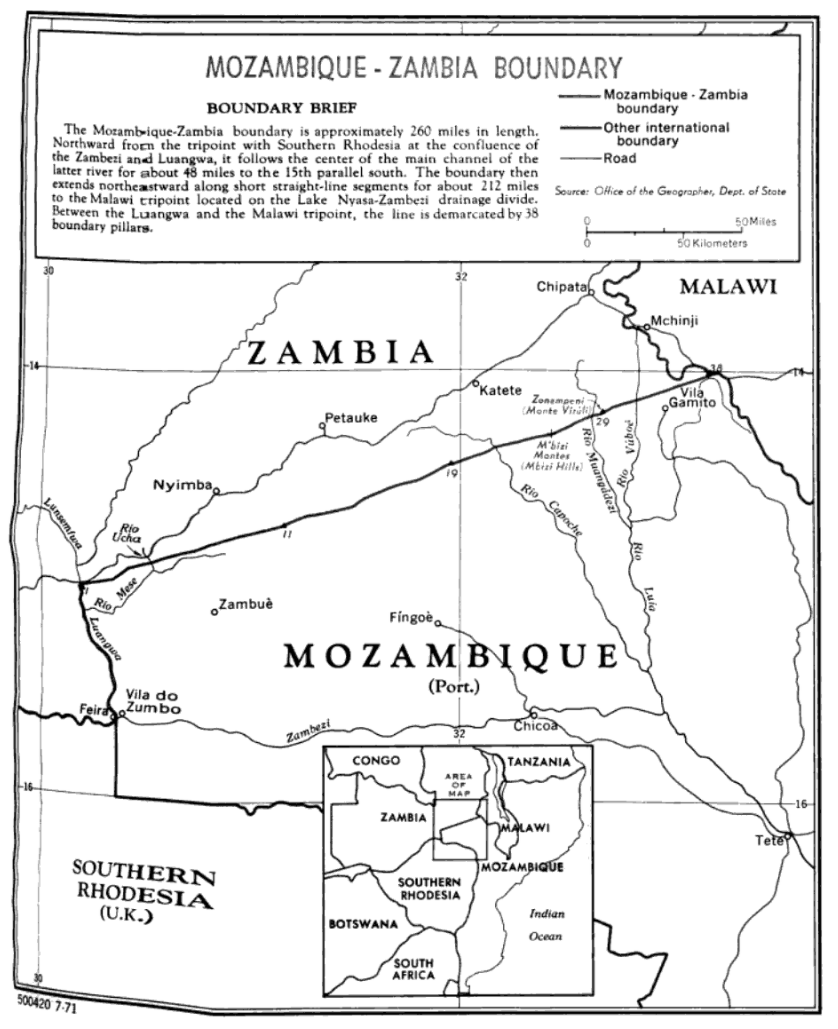
Mappa del 1971 del confine tra Mozambico e Zambia

I portoghesi giunsero sulle coste del Mozambico alla fine del XV secolo, e stabilirono numerosi insediamenti commerciali per la rotta delle Indie orientali. Durante la metà del XVI secolo cominciarono a esplorare l'entroterra lungo lo Zambesi e dopo il 1752 il territorio fu posto sotto l'amministrazione di un governatore generale.
Nel 1886 il Portogallo sottoscrisse vari trattati sia con la Francia che con la Germania, le quali riconoscevano le rivendicazioni portoghesi su una striscia continua di territorio attraverso l'Africa, tra il Mozambico e l'Angola. In risposta, il Regno Unito indicò che avrebbe riconosciuto solo le rivendicazioni basate sull'occupazione effettiva del territorio così come sanciva l'Atto Generale della Conferenza di Berlino. Nel 1907 la sede dell'amministrazione fu trasferita a Maputo (chiamata all'epoca Lourenco Marques).
Nel 1888 il magnate britannico Cecil Rhodes concluse un accordo con un capo locale per i diritti minerari nell'attuale territorio della Rhodesia meridionale e il tratto, successivamente diviso in Rhodesia settentrionale e Rhodesia meridionale, rientrò sotto la sfera d'influenza britannica. L'anno successivo Rhodes ricevette con un decreto reale (royal charter) per la British South Africa Company il permesso di operare in un'area vagamente definita a sud dello Zambesi. Nel 1891 l'amministrazione della British South Africa Company fu estesa a nord dello Zambesi nell'attuale Zambia, ma escluse il Nyasaland (l'odierno Malawi). Il territorio fu formalmente chiamato Rhodesia nel 1895. Nell'area a nord dello Zambesi, la Rhodesia nord-occidentale e la Rhodesia nord-orientale furono delimitate rispettivamente nel 1899 e 1900.
Un trattato anglo-portoghese dell'11 giugno 1891 delimitò un confine tra il Mozambico (indicato anche come Africa Orientale Portoghese) e la Rhodesia settentrionale usando lo spartiacque del lago Malawi (chiamato anche Niassa) e lo Zambesi, e la sua confluenza con il fiume Luangwa. Il 21 novembre 1904, i membri di una commissione anglo-portoghese firmarono un processo verbale relativo alla descrizione della demarcazione del confine che fu poi approvato con un ulteriore accordo nel 1911.
Il territorio sotto l'amministrazione della British South Africa Company riorganizzato come Rhodesia settentrionale venne trasferito al British Colonial Office nel 1924.
Tra il 1º agosto 1953 e il 31 dicembre 1963, il Nyasaland, Rhodesia settentrionale, e la Rhodesia meridionale, furono membri della Federazione della Rhodesia e del Nyasaland. La Rhodesia settentrionale ottenne l'indipendenza come Repubblica di Zambia il 24 ottobre 1964. Il Mozambico ottenne l'indipendenza nel 1975.

## Attraversamenti al confine
Ci sono tre punti di attraversamento del confine e il principale si trova nei pressi di Mlolo (Zambia) e nella più remota località di Cassacatiza (Mozambico). La maggior parte dei viaggiatori sceglie di viaggiare tra i due paesi attraverso il Malawi. Dalla città di Zumbo (Mozambico) si può raggiungere la città zambiana di Luangwe tramite l'uso di piccole imbarcazioni.